# Petrotilapia
Petrotilapia – rodzaj słodkowodnych ryb okoniokształtnych z rodziny pielęgnicowatych (Cichlidae).

## Występowanie
Gatunki endemiczne jeziora Malawi w Afryce.

## Klasyfikacja
Gatunki zaliczane do tego rodzaju:
- Petrotilapia chrysos
- Petrotilapia flaviventris
- Petrotilapia genalutea
- Petrotilapia microgalana
- Petrotilapia mumboensis
- Petrotilapia nigra
- Petrotilapia palingnathos
- Petrotilapia pyroscelos
- Petrotilapia tridentiger
- Petrotilapia xanthos

Gatunkiem typowym jest Petrotilapia tridentiger.